# Европско првенство у атлетици у дворани 1970 — скок удаљ за жене
Такмичење у скоку удаљ у женској конкуренцији на Европском првенству у атлетици у дворани 1970. одржано је у Градској дворани у Бечу 14. марта. Учествовало је 17 скакачица удаљ из 13 земаља.

## Земље учесница
Учествовало је 17 скакачица удаљ из 13 земаља.
1. Аустрија (1)
2. Бугарска (1)
3. Западна Немачка (1)
4. Источна Немачка (1)
5. Италија (1)
6. Мађарска (1)
7. Норвешка (1)
8. Пољска (2)
9. Румунија (1)
10. Совјетски Савез (3)
11. Уједињено Краљевство (1)
12. Чехословачка (1)
13. Швајцарска  (2)

## Рекорди
Извор:
| Светски рекорд                                              | Татјана Шчелканова                       | СССР                                     | 6,73                                     | Дортмунд, Западна Немачка                | 27. март 1966.                           |                                          |                                          |
| Европски рекорд у дворани                                   | Татјана Шчелканова                       | СССР                                     | 6,73                                     | Дортмунд, Западна Немачка                | 27. март 1966.                           |                                          |                                          |
| Рекорди европских првенстава у дворани                      | Ово је прво Европско првенство у дворани | Ово је прво Европско првенство у дворани | Ово је прво Европско првенство у дворани | Ово је прво Европско првенство у дворани | Ово је прво Европско првенство у дворани | Ово је прво Европско првенство у дворани | Ово је прво Европско првенство у дворани |
| Рекорди после завршеног Европског првенства у дворани 1970. |                                          |                                          |                                          |                                          |                                          |                                          |                                          |
| Рекорди европских првенстава у дворани                      | Виорика Вископољану                      | Румунија                                 | 6,56                                     | Беч, Аустрија                            | 27. март 1966.                           |                                          |                                          |

## Освајачи медаља
|                              |                                |                        |
| Виорика Вископољану Румунија | Хајде Розендал Западна Немачка | Мирослава Сарна Пољска |

## Резултати
Извор:

### Коначан пласман
| Пласман | Атлетичарка         | Земља                  | #1   | #2   | #3   | #4   | #5   | #6   | Резултат | Белешка |
| ------- | ------------------- | ---------------------- | ---- | ---- | ---- | ---- | ---- | ---- | -------- | ------- |
|         | Виорика Вископољану | Румунија               | 6,11 | 6,30 | x    | 6,33 | 6,56 | 6,49 | 6,56     | РЕПд    |
|         | Хајде Розендал      | Западна Немачка        | 6,11 | 6,30 | x    | 6,33 | 6,55 | 6,49 | 6,55     |         |
|         | Мирослава Сарна     | Пољска                 | 6,29 | x    | 6,54 | 6,51 | 5,10 | 6,51 | 6,54     |         |
| 4.      | Бургилд Вјечорек    | Источна Немачка        | 6,44 | 6,04 | x    | x    | 6,42 | 6,53 | 6,53     |         |
| 5.      | Татјана Бичкова     | Совјетски Савез        | 6,26 | 6,31 | 6,20 | 6,38 | 6,36 | 6,19 | 6,38     |         |
| 6       | Meta Antenen        | Швајцарска             | 6,35 | 6,15 | 6,36 | 6,26 | 6,31 | 5,98 | 6,36     |         |
| 7       | Марија Девинска     | Чехословачка           | x    | x    | 6,36 | x    | x    | 6,26 | 6,36     |         |
| 8       | Ен Вилсон           | Уједињено Краљевство\| | 6,31 | 6,15 | x    | 6,24 | x    | 6,33 | 6,33     |         |
| 9.      | Берит Бертхелсен    | Норвешка               |      |      |      |      |      |      | 6,30     |         |
| 10.     | Нина Гаврилова      | Совјетски Савез        |      |      |      |      |      |      | 6,29     |         |
| 11.     | Јохана Клајнпетер   | Аустрија               |      |      |      |      |      |      | 6,23     |         |
| 12.     | Ришарда Вашоча      | Пољска                 |      |      |      |      |      |      | 6,21     |         |
| 13.     | Надежда Кројтер     | Совјетски Савез        |      |      |      |      |      |      | 6,17     |         |
| 14.     | Недјалка Ангелова   | Бугарска               |      |      |      |      |      |      | 6,13     |         |
| 15.     | Агота Гулаш         | Мађарска               |      |      |      |      |      |      | 6,04     |         |
| 16.     | Елизабет Валдбургер | Швајцарска             |      |      |      |      |      |      | 5,90     |         |
| 17.     | Маријела Бауча      | Италија                |      |      |      |      |      |      | 5,42     |         |